# Anton Bulin
Anton Stiepanowicz Bulin (ros. Антон Степанович Булин, ur. 1894 we wsi Kołogriwowo w guberni tulskiej, zm. 29 lipca 1938) – rosyjski rewolucjonista, radziecki wojskowy, oficer polityczny (komisarz armijny II rangi) i działacz partyjny.

## Życiorys
Miał wykształcenie średnie, kilkakrotnie aresztowany za działalność rewolucyjną, 1914 wstąpił do SDPRR(b). Od 1918 w Armii Czerwonej, uczestnik wojny domowej w Rosji, wojskowy komisarz kolejno 6, 16, 55 i 56 Dywizji Piechoty, następnie komendant Piotrogrodzkiego Rejonu Ufortyfikowanego. Do 1923 sekretarz odpowiedzialny rejonowego komitetu RKP(b), 1923-1924 zastępca szefa Zarządu Politycznego Frontu Zachodniego, 1924-1928 szef Zarządu Politycznego Moskiewskiego Okręgu Wojskowego. Od 31 grudnia 1925 do 26 czerwca 1930 członek Centralnej Komisji Kontrolnej WKP(b), 1928-1935 zastępca szefa Głównego Zarządu Politycznego Armii Czerwonej, od 13 lipca 1930 do 12 października 1937 zastępca członka KC WKP(b), od września 1935 do kwietnia 1937 szef Zarządu Politycznego Białoruskiego Okręgu Wojskowego, 20 listopada 1935 mianowany komisarzem armijnym II rangi. Od kwietnia do listopada 1937 szef Zarządu ds. Kadry Dowódczej Armii Czerwonej, od 12 października do 8 grudnia 1937 członek KC WKP(b). Odznaczony Orderem Czerwonego Sztandaru (1920).
5 listopada 1937 aresztowany, 28 lipca 1938 skazany na śmierć przez Wojskowe Kolegium Sądu Najwyższego ZSRR na śmierć "za przynależność do kontrrewolucyjnej organizacji terrorystycznej" i następnego dnia rozstrzelany. 8 października 1955 pośmiertnie zrehabilitowany.